# (1584) Fuji
(1584) Fuji ist ein Asteroid des Hauptgürtels, der am 7. Februar 1927 vom japanischen Astronomen Okuro Oikawa in Tokio entdeckt wurde.
Benannt ist der Asteroid nach Fujisan, dem höchsten Berg Japans.